# Ich armer Mensch, ich Sündenknecht, BWV 55

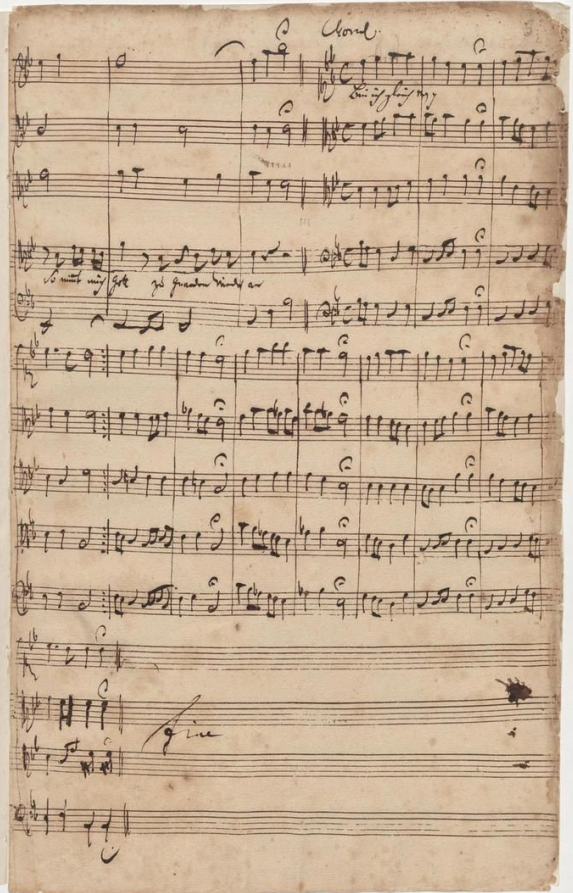
Página final del manuscrito de BWV 55, con el coral final a cuatro voces.

Ich armer Mensch, ich Sündenknecht, BWV 55 (Desdichado de mí, esclavo del pecado) es una cantata de iglesia escrita por Johann Sebastian Bach en Leipzig para el vigésimo segundo domingo después de la Trinidad y estrenada el 17 de noviembre de 1726. Es la única cantata para tenor de las cantatas de Bach que se conservan.

## Historia
Bach compuso esta obra durante su cuarto año de estancia en Leipzig para el vigésimo segundo domingo después de la Trinidad. Forma parte de su tercer ciclo anual de cantatas. Es la única cantata para tenor de las cantatas de Bach que se conservan. La cantata fue interpretada por primera vez el 17 de noviembre de 1726.

## Análisis

### Texto
Las lecturas establecidas para ese día eran de la epístola a los filipenses, agradecimiento y oración para la congregación de Filipos (Fililpenses 1:3-11), y del evangelio según San Mateo, la parábola del sirviente sin piedad (Mateo 18:23-35).
El poeta desconocido del texto de la cantata destacó los opuestos del evangelio, la justicia de Dios frente a los hombres injustos, en las palabras de la primera aria "Er ist gerecht, ich ungerecht" (Él es justo, injusto soy yo). En los dos primeros movimientos el cantante refleja su condición de pecador, en los dos siguientes le pide a Dios misericordia, comenzando ambos con "Erbarme dich" (Ten misericordia). El coral final es el sexto verso de "Werde munter mein Gemüte" escrito por Johann Rist en 1642. Bach utilizó el mismo verso más tarde en su Pasión según San Mateo, BWV 244, de nuevo siguiendo "Erbarme dich", el aria de Pedro, arrepintiéndose de negar a Jesús.

### Instrumentación
La obra está escrita para una única voz solista (tenor), un coro a cuatro voces; flauto traverso, oboe d'amore, dos violines, viola y bajo continuo. El coro solamente aparece en el coral final.

### Estructura
Consta de cinco movimientos.
1. Aria: Ich armer Mensch, ich Sündenknecht
2. Recitativo: Ich habe wider Gott gehandelt
3. Aria: Erbarme dich! Laß die Tränen dich erweichen
4. Recitativo: Erbarme dich! Jedoch nun tröst ich mich
5. Coral: Bin ich gleich von dir gewichen, stell ich mich doch wieder ein

El aria de apertura va acompañada por un rico arreglo polifónico para flauta, oboe d'amore y dos violines, sin viola. Los motivos parecen ilustrar los pasos vacilantes y el corazón desesperado del mayordomo llamado ante su señor. La segunda aria es igual de expresiva, acompañada por una virtuosística flauta. El primer recitativo es secco, el segundo acompañado por los acordes de la cuerda.
El coral de cierre presenta el mismo texto y melodía que en la Pasión según San Mateo, pero aquí en un arreglo a cuatro voces más sencillo. Esas son las dos apariciones del texto, mientras que la melodía fue utilizada con frecuencia en otros contextos, el más conocido en "Wohl mir, dass ich Jesum habe" concluyendo con dos versos en ambas partes de Herz und Mund und Tat und Leben, BWV 147.
Los comentaristas de la partitura autógrafa han concluido que los tres últimos movimientos eran originalmente parte de una composición anteiror sin localizar para el tiempo de Pascua, posiblemente la Pasión perdida de Weimar de 1717.

## Discografía selecta
De esta pieza se han realizado una serie de grabaciones entre las que destacan las siguientes.
- 1959 – Bach Cantatas Vol. 5. Karl Richter, Münchener Bach-Chor, Münchener Bach-Orchester, Ernst Haefliger (Archiv Produktion)
- 1968 – Bach Made in Germany Vol. 3: Cantatas II. Erhard Mauersberger, Thomanerchor, Gewandhausorchester Leipzig, Peter Schreier (Eterna)
- 1971 – Bach: Solokantaten. Hans-Martin Linde, Schola Cantorum Basiliensis, Nicolai Gedda (EMI)
- 1975 – J.S. Bach: Das Kantatenwerk Vol. 3. Gustav Leonhardt, Knabenchor Hannover, Leonhardt-Consort, Kurt Equiluz (Telefunken)
- 1982 – Die Bach Kantate Vol. 57. Helmuth Rilling, Gächinger Kantorei, Bach-Collegium Stuttgart, Adalbert Kraus (Hänssler)
- 1994 – J.S. Bach: Solo-Kantaten und Arien. Peter Schreier, RIAS Kammerchor, Kammerorchester Carl Philipp Emanuel Bach, Peter Schreier (Philips)
- 1998 – J.S. Bach: Kantate BWV 55, Concerto a-Moll. Matthias Eisenberg, Thomanerchor Leipzig, Leipziger Barockorchester, Martin Petzold (RAM)
- 1999 – Cantatas, Arias & Motet. Ludwig Güttler, Virtuosi Saxoniae, Christoph Genz (Dresden Classics)
- 2000 – Bach Cantatas Vol. 12. John Eliot Gardiner, Monteverdi Choir, English Baroque Soloists, James Gilchrist (Soli Deo Gloria)
- 2002 – J.S. Bach: Complete Cantatas Vol. 18. Ton Koopman, Amsterdam Baroque Orchestra & Choir, Christoph Prégardien (Antoine Marchand)
- 2004 – J.S. Bach: Cantatas for the Complete Liturgical Year Vol. 1. Sigiswald Kuijken, La Petite Bande, Sophie Karthäuser, Petra Noskaiová, Christoph Genz, Dominik Wörner (Accent)
- 2006 – J.S. Bach: Cantatas Vol. 38 (Solo Cantatas). Masaaki Suzuki, Bach Collegium Japan, Gerd Türk (BIS)